# Eslovaquia en los Juegos Olímpicos de Atlanta 1996
Eslovaquia estuvo representada en los Juegos Olímpicos de Atlanta 1996 por un total de 71 deportistas que compitieron en 14 deportes. Fue la primera participación de este país tras la disolución de Checoslovaquia.
El portador de la bandera en la ceremonia de apertura fue el luchador Jozef Lohyňa.

## Medallistas
El equipo olímpico eslovaco obtuvo las siguientes medallas:
| Nombre              | Deporte               | Competición  |
| ------------------- | --------------------- | ------------ |
| Oro                 |                       |              |
| Michal Martikán     | Piragüismo en eslalon | C1 M         |
| Plata               |                       |              |
| Slavomír Kňazovický | Piragüismo            | C1 500 m M   |
| Bronce              |                       |              |
| Jozef Gönci         | Tiro                  | Rifle 50 m M |